# Druckluftkältetrockner
Ein Druckluftkältetrockner entzieht der von einem Kompressor verdichteten Luft die kondensierende Feuchtigkeit.

## Wirkungsweise
Die von einem Kompressor angesaugte und verdichtete Luft enthält Wasserdampf, der durch die relative Feuchte beschrieben wird. Das Wasseraufnahmevermögen der Luft hängt vor allem von der Temperatur ab. Steigt die Lufttemperatur, dann steigt auch die Fähigkeit, den Wasserdampf aufzunehmen. Wird die angesaugte Luft durch einen Kompressor verdichtet, erhöht sich der Wasserdampfanteil in der verdichteten Druckluft, der dann bei Temperaturabsenkung kondensiert und als flüssiges Wasser auftritt. Gerade in Druckluftanlagen und den vielen Anwendungsfällen ist das Kondensat schädlich. Die Korrosion wird gefördert, Anlagenbestandteile werden beschädigt, Arbeitsplätze und bearbeitete Produkte oder auch Lebensmittel können belastet werden. Aus diesem Grund muss das Kondensat der Druckluft entzogen werden.
In einer Druckluftstation kann der Druckluftkältetrockner direkt nach dem Kompressor (Variante 1) oder, in Strömungsrichtung gesehen, nach einem Druckluftbehälter (Variante 2) installiert werden.
Bei Variante 2 kann die gute Vorkühlung über den Druckluftbehälter ausgenutzt werden, wodurch die Eintrittstemperatur der Druckluft in den Druckluftkältetrockner reduziert wird. Es ist ein konstanter Druckluftverbrauch ohne starke Druckschwankungen anzustreben, damit ein gleichbleibend guter Drucktaupunkt eingehalten werden kann.
Bei Druckschwankungen kann es von Vorteil sein, den Druckluftkältetrockner nach dem Kompressor (Variante 1) zu installieren, da der Druckbehälter die getrocknete Druckluft speichert und so die Druckschwankungen ausgleichen kann. Nachteilig ist die höhere Eintrittstemperatur (hier ist die Austrittstemperatur des Kompressors entscheidend) in den Druckluftkältetrockner, die bei der Auslegung für den Druckluftkältetrockner berücksichtigt werden muss.

## Funktionsprinzip
Die Funktion der Kältetrockner basiert auf der Wasserdampfkondensation im Wärmeaustauschverfahren. Jeder Kältetrockner besitzt zumindest einen Luft-Kältemittel-Wärmeaustauscher und sollte aus energetischen Gesichtspunkten immer auch einen Luft-Luft-Wärmeaustauscher haben. Die warme und feuchte Druckluft aus dem Kompressor strömt zuerst durch den Luft-Luft-Wärmeaustauscher. Dort wird diese von der bereits getrockneten kalten Druckluft im Gegenstromprinzip vorgekühlt. Die getrocknete und kalte Druckluft nimmt die Wärmeenergie auf und strömt dann erwärmt aus dem Druckluftkältetrockner heraus. Die im Luft-Luft-Wärmeaustauscher vorgekühlte Druckluft strömt in den Luft-Kältemittel-Wärmeaustauscher.
Hier wird die vorgekühlte Druckluft durch ein flüssiges Kältemittel, das die Wärmeenergie der Druckluft aufnimmt, weiter abgekühlt. Dadurch verliert die Druckluft weiter die Fähigkeit die Feuchtigkeit zu halten.
Das anfallende Kondensat wird durch einen Kondensatabscheider von der Druckluft getrennt und über einen Kondensatableiter aus dem System abgeleitet. Bei den Kältemittelwärmetauschern werden vorzugsweise Plattenwärmeaustauscher, Rohrbündelwärmeaustauscher und Lamellenwärmeaustauscher eingesetzt.

### Lamellenwärmetauscher
Lamellenwärmetauscher sind in ihrer Bauart wesentlich größer als Plattenwärmetauscher. Vorteilhaft ist, dass diese Lamellenwärmetauscher für eine optimierte Nutzung der Kälteenergie, in ein Bett aus z. B. Quarzsand, oder ein Solebad eingelegt werden können. Dieses Speichermedium dient als Kältespeicher für die von dem Kältemittel abgegebene Energie. Wenn das Speichermedium ausreichend durch das Kältemittel abgekühlt wurde schaltet der Kreislauf ab und die Wärmeenergie der Druckluft wird nun von dem Quarzsand aufgenommen. Sobald der Quarzsand der Druckluft nicht mehr genug Wärmeenergie entziehen kann, schaltet sich der Kältemittelkreislauf wieder ein. Anlagen mit Lamellenwärmetauscher und Speichermedium können sehr energiesparend arbeiten. Da die Kälteerzeugung jedoch in Abhängigkeit von der Temperatur im Speichermedium geregelt wird, kann eine Schwankung bei der erreichten Abkühltemperatur nicht verhindert werden.

### Plattenwärmetauscher
Plattenwärmetauscher sind in ihrer Bauart sehr kompakt. Jedoch müssen sie, um konstant eine Leistung zu erzeugen, auch dauerhaft in Betrieb sein, da sie kein Speichermedium zur Aufnahme der Wärmeenergie besitzen. Das bedeutet, dass sie bei gleicher Nutzungsdauer einen höheren Stromverbrauch als Lamellenwärmetauscher verursachen können.

## Einsatzgebiete
Die Wasserdampfkondensation mit Kältetrockner ist das am häufigsten angewendete Verfahren zur Drucklufttrocknung. Diese Kältetrockner sind in vielen Anwendungsbereichen von Handwerk, Werkstatt, Betrieb und Industrie einsetzbar und sorgen für eine höhere Betriebs- und Funktionssicherheit der kompletten Druckluftanlage, der Rohrleitungskomponenten, der Druckluftwerkzeuge und den pneumatischen Steuerungen.

## Weitere Arten der Drucklufttrocknung
- Flowice-Kältetrockner
- Membrantrockner
- Adsorptionstrockner, kälteregenerierend
- Adsorptionstrockner, wärmeregenerierend